# Alain Berenboom
 (août 2016).
Alain Berenboom, né le 8 janvier 1947 à Schaerbeek (province du Brabant), est un avocat, écrivain, chroniqueur et romancier belge.

## Biographie
Alain Berenboom naît le 8 janvier 1947 à Schaerbeek. Il est issu d'une famille juive,, Alain Berenboom est le fils d'une mère originaire de Vilnius et d'un père polonais pharmacien, comme il en fait le récit dans Mr Optimiste (Éd. Genèse). Il entre en 1959 à l'Athénée Fernand Blum où il devient passionné de cinéma grâce à son professeur de néerlandais, André Delvaux. En 1965, il entre à la Faculté de droit de l'Université libre de Bruxelles. En 1969, il est admis au barreau de Bruxelles.
En 1973, il devient secrétaire général de la Ligue Belge des Droits de l'Homme et est à ce titre observateur judiciaire notamment au Portugal à la fin de la dictature.
Spécialisé dans les droits d'auteur et le droit de la presse, il se bat en 1976, jeune avocat, contre l'interdiction du film L'Empire des sens saisi et poursuivi par le parquet de Bruxelles. Il est aussi connu comme l'avocat du roi Albert II, notamment pour faire condamner un ouvrage Dossier pédophilie, le scandale de l'affaire Dutroux (Éd. Flammarion). Il a aussi été l'avocat du roi Albert II dans la procédure en reconnaissance de paternité intentée contre lui par Delphine Boël. En 1984, il écrit le premier traité belge sur les droits d'auteur et devient professeur à l'Université libre de Bruxelles. La même année, il devient professeur de droit d'auteur à l'Université libre de Bruxelles.
En 1990, il publie son premier roman, La Position du missionnaire roux. En 1994, il participe à l'écriture de la loi sur les droits d'auteur en tant qu'expert auprès du Parlement. Il publie le traité sur le droit d'auteur belge : Le Nouveau droit d'auteur et les droits voisins (éditions Larcier, 5e édition, 2022). Il écrit aussi quelques années plus tard la loi luxembourgeoise sur les droits d'auteur. Il est aussi rédacteur en chef de la principale revue belge de droit d'auteur et des médias Auteur & Media et directeur de collection chez Larcier de la collection dédiée au droit d'auteur et de la Communication, la collection « Création, Information, Communication ».
En 2000, à l'occasion de la nomination de Bruxelles comme capitale européenne de la culture, il fait créer une pièce de théâtre sur l'état de la justice belge dans le Palais de justice de Bruxelles sous forme d'une farce sarcastique (mise en scène de Christine Delmotte) : L'Auberge espagnole (paru aux éditions Le Grand Miroir). Quatre ans plus tard, il organise à l'occasion de l'anniversaire du roi des Belges, Albert II (qui fête ses 70 ans) et de celui de Tintin (qui fête ses 75 ans) un recueil qui groupe des aventures de Tintin écrites pour l'occasion par des écrivains belges de langues française et néerlandaise, sous le titre de Drôle de Plumes (paru aux Éditions Moulinsart). Il est par ailleurs avocat des titulaires des droits de Tintin et a défendu le roi des Belges, Albert II, dans un procès contre les éditions Flammarion. Il publie une chronique hebdomadaire dans le quotidien belge Le Soir depuis 2004.

## Œuvre littéraire
Son œuvre, essentiellement romanesque, commence en 1990. Ses premiers romans sont des satires politiques burlesques qui moquent les travers du charity business (La Position du missionnaire roux), la politique chinoise à travers la vie dans une école de cinéma (La Table de riz) les conséquences de l'arrivée du capitalisme sauvage dans les pays de l'Europe orientale, ici en Pologne (Le Pique-Nique des Hollandaises) ou les travers de la politique de la commission européenne (La Jérusalem captive). Le Dictionnaire des Belges parle du « talent original de cet observateur fantasque et lucide de la réalité planétaire contemporaine ».
Comme le dit le rapporteur du prix qu'il a reçu de l'Académie royale de langue et de littérature françaises de Belgique en 2007, « Son travail témoigne sous une apparence légère et ironique d'une réflexion constante sur la justice, la démocratie et la solidarité. Et des indignations que peuvent susciter les manquements à l'égard de ces valeurs ».
Jusqu'ici Berenboom a promené sa plume acerbe dans différents coins du monde. Avec Le Lion noir en 2000, il se penche pour la première fois sur la Belgique. Dans ce roman noir, aux accents fantastiques, il dénonce la montée de l'extrême droite en Flandre et particulièrement à Anvers. Avant de consacrer une série policière spécialement à la Belgique des années de l'immédiate après-guerre, dont le personnage principal, Michel Van Loo, est un détective privé pas très futé mais entouré d'une équipe d'amis qui lui permettent de mener ses enquêtes à bien. Des enquêtes qui abordent quelques pages importantes de l'histoire de Belgique au fil des romans (question royale, décolonisation du Congo, arrivée massive des immigrés italiens, etc). « Rarement fiction aura réussi, l'air de rien, à rendre aussi clairement la complexité belge », écrit Pierre Assouline.
La Belgique encore dans son récit le plus célèbre, Monsieur Optimiste (qui a reçu le principal prix littéraire belge, le prix Victor-Rossel, en 2013) qui raconte l'immigration en Belgique de ses parents venus de l'est avant la guerre et surtout leur vie, cachée, sous l'occupation.
Il repart explorer le monde avec Hong Kong Blues en 2017, en pleine révolution des parapluies. Et la Russie de Poutine, mais en 2005, au moment de sa réélection comme président, dans Clandestine en 2023.
Parallèlement à ses romans, il a entrepris une série policière historique et politique qui se déroule dans la Belgique de l'après-guerre avec pour héros récurrent, le détective privé Michel Van Loo. Le premier volume de la série Périls en ce Royaume (publié en 2008) se déroule dans le Bruxelles de 1947 (avec pour toile de fond la question royale et les luttes au sein de la gauche), le second Le Roi du Congo décrit les premières luttes anticoloniales dans la colonie belge et les interventions internationales pour mettre la main sur l'uranium. Le troisième, La Recette du Pigeon à l'italienne a pour toile de fond l'immigration italienne massive. Le dernier paru, Le Coucou de Malines, évoque le début des luttes entre Flamands et francophones et les revendications flamandes pour réhabiliter les inciviques flamingants, condamnés après la guerre pour faits de collaboration.

## Distinctions et récompenses
- En 2004, il devient Commandeur de l'Ordre de Léopold.
- En mars 2008, l'œuvre d'Alain Berenboom a été récompensée par le prix Félix Denayer décerné par l'Académie de langue et de littérature française de Belgique.
- Le roman Périls en ce Royaume a obtenu en mars 2009 le grand prix des écrivains francophones délivré par l'ADELF à Paris.
- En juin 2010, son roman Le Roi du Congo (paru en 2009) reçoit le prix du roman de l'Académie royale de Belgique (le prix Bernheim).
- Le prix Victor Rossel, lui est attribué en 2013 pour son récit Monsieur Optimiste dans lequel Alain Berenboom raconte son histoire et celle de ses parents, pour cerner son identité belge et juive[8].
- En 2015, l'ensemble de son œuvre est récompensé par le prix littéraire de la SCAM[9].
- Citoyen d'honneur de Liège (2017)[10].

## Œuvres littéraires
- La Position du Missionnaire roux, roman (Éditions Le Cri, 1990, et éditions Ramsay; en poche, éditions Labor-Espace Nord et J'ai lu, 2000)[11]
- La Table de riz, roman, Le Cri et Ramsay, 1992 (traduit en serbe)
- Le Pique-Nique des Hollandaises, roman, Le cri, réédité en poche en 2010 dans la collection « Espace Nord » avec postface de Michel Paquot, traduit en néerlandais, 1993
- La Jérusalem captive, roman (éd. Verticales) 1997
- Le Lion noir, roman (Flammarion, en poche chez Espace Nord) 2000
- L'Auberge espagnole et autres histoires belges, nouvelles, éditions Le Grand Miroir, 2001
- Le Goût amer de l'Amérique, roman (éditions Bernard Pascuito, 2006)
- Le Maître du Savon, nouvelles, Le Cri, septembre 2009), Traduit en espagnol (Argentine).
- Messie malgré tout !, nouvelles, éditions Genèse, 2011  (ISBN 9782930585055).
- Monsieur Optimiste, récit, Genèse, 2013[Note 1]. Traduit en néerlandais et en allemand.
- La Fille du super-8, novella,, éditions Le Grand Miroir, 2003, réédité aux éditions Genèse, 2016.
- Hong Kong Blues, roman, Paris, Genèse, 2017  (ISBN 9791094689028).
- Le Rêve de Harry, roman, Genèse, 2020  (ISBN 9791094689622).
- Clandestine[12], roman, Genèse, 2023  (ISBN 9782382010235).

### Série Michel Van Loo
Série Michel Van Loo
1. Périls en ce Royaume[14] (éditions Bernard Pascuito, Paris, 2008 ; réédité légèrement remanié aux éditions Genèse en 2012, puis dans la collection « Poche belge », 2018.) Traduit en roumain.
2. Le Roi du Congo (éditions Bernard Pascuito, réédité remaniée chez Genèse Éditions en 2012, reparu dans la collection « Poche belge », 2018).
3. La Recette du Pigeon à l'italienne (éditions Genèse, 2012, réédité dans la collection « Poche belge », 2018). Traduit en roumain.
4. La Fortune Gutmeyer, Genèse, 2015. Traduit en roumain et en tchèque.
5. L'Espion perd la boule, Genèse, 2018.
6. Michel Van Loo disparaît, Genèse, 2021.
7. Le Coucou de Malines, Genèse, 2024.

## Cinéma
- 1978 : Silhouette dans Les Rendez-vous d'Anna de Chantal Akerman.